# An Unseen Enemy
An Unseen Enemy és una pel·lícula muda de la Biograph Company dirigida per D.W. Griffith i que va suposar el debut al cinema de Lillian Gish i Dorothy Gish. Es va estrenar el 9 de setembre del 1912.

## Argument
La mort d'un metge deixa òrfenes les seves dues filles adolescents. El germà gran aconsegueix convertir en diners en efectiu algunes propietats del metge. Com que s'està fent de nit i els bancs estan tancats, guarda els diners a la caixa forta de casa el seu pare, situada a una certa distància de la ciutat. Una criada, intenta apoderar-se dels diners aprofitant que el germà a tornat a la ciutat però es incapaç d'obrir la caixa forta. Aleshores es conxorxa amb un home que coneix per tal que l'ajudi a obrir-la. Tanquen les germanes en una habitació contigua i la criada, borratxa les amenaça mostrant una pistola a través d'un forat de la paret per evitar que intentin demanar ajuda. Les noies aconsegueixen telefonar al seu germà el qual organitza un equip de rescat. Mentrestant, un noi, enamorat de la petita ha vist per la finestra la seva desesperació i les ajuda a fugir. Tot i les dificultats que es troba en el camí el germà aconsegueix evitar el robatori en el darrer moment.

## Repartiment
- Lillian Gish (la germana gran)
- Dorothy Gish (la germana petita)
- Elmer Booth (el germà)
- Robert Harron (el noi)
- Harry Carey (el lladre)
- Grace Henderson (la minyona traïdora)
- Walter Miller (l'amic del germà)
- Adolph Lestina (a la pensió, no acreditat)
- Antonio Moreno (sobre el pont, no acreditat)

## Producció
Les germanes Gish vivien a Nova York i un dia anant a un nickleodeon en la pel·lícula van reconèixer a la pantalla a la que havia estat la seva veïna, Gladys Smith. Quan les dues noies es van presentar a la productora demanant per veure la Gladys es van trobar amb la sorpresa que havia canviat de nom i ara es feia dir Mary Pickford la qual va convèncer D.W. Griffith que les contractés. La primera pel·lícula en que vàrem participar va ser justament “An Unseen Enemy”. L'estil exuberant de direcció de D.W. Griffith va constituir un xoc per a les germanes Gish. Lillian escriuria en les seves memòries que en aquell Griffith era incapaç de recordar els seus noms i les cridava pel color de la cinta de cabell que portave (vermella i blava). El pitjor va ser que la manera que Griffith fes veure què volia dir quan volia que expressessin por va ser comença a perseguir-les amb una pistola de veritat i disparant al sostre. Mary Pickford, una de les poques persones que no temia enfrontar-se a Griffith, el va prendre després a part i li va dir que no podia tractar d'aquella manera les seves amigues. A partir d'aquell moment el tracte del director ja va ser diferent.(REF3)